# Futbol Klub Shënkolli
Il Futbol Klub Shënkolli è un club calcistico albanese di Shënkoll, fondato nel 2011.
Nella stagione 2016-17 partecipa per la prima volta nella seconda serie del campionato albanese di calcio.

## Palmarès

### Altri piazzamenti
- Kategoria e Dytë:

Secondo posto: 2015-2016

## Storia
Il club fu fondato nel 2011
Dopo 4 anni in Kategoria e Dytë nella stagione 2016/17 la squadra partecipò per la prima volta nella sua breve storia in Kategoria e Parë.

## Rosa
| N. |                    | Ruolo | Calciatore              |
| -- | ------------------ | ----- | ----------------------- |
| 2  | Albania (bandiera) | D     | Agustin Mashi (capitano |
| 3  | Albania (bandiera) | D     | Taulant Frroku          |
| 8  | Albania (bandiera) | D     | Anxhelo Isaraj          |
| 10 | Albania (bandiera) | D     | Serxhio Çeka            |
| 11 | Albania (bandiera) | D     | Ruben Danaj             |
| 12 | Albania (bandiera) | P     | Rinev Danaj             |
| 17 | Albania (bandiera) | C     | Hysen Hidri             |
| 18 | Albania (bandiera) | C     | Kristian Pjetri         |

| N. |                    | Ruolo | Calciatore      |
| -- | ------------------ | ----- | --------------- |
| 19 | Albania (bandiera) | A     | Ermal Mata      |
| 23 | Albania (bandiera) | A     | Ndue Marku      |
| 25 | Albania (bandiera) | D     | Kristian Çeku   |
| 1  | Albania (bandiera) | P     | Erion Sumaj     |
| 17 | Albania (bandiera) | C     | Amarildo Keqira |
| 9  | Albania (bandiera) | D     | Sandroel Limani |
| 15 | Albania (bandiera) | C     | Pjetër Lekaj    |
| 24 | Albania (bandiera) | C     | Aurel Ndreshaj  |

## Stadio
Le partite interne vengono disputate nello Stadiumi Kastrioti, impianto con una capienza di 6.500 spettatori